# Grassy-Narrows-Blockade
Die Grassy-Narrows-Blockade wird seit 2002 von einem aus rund 1300 Mitgliedern bestehenden Indianerstamm des Anishinabe-Volkes in der kanadischen Provinz Ontario, der Grassy Narrows First Nation, durchgeführt. Sie richtet sich gegen das Abholzen ihres traditionellen Gebietes, das sie als unverzichtbare Quelle für ihre Kultur betrachten. Internationale und nationale Unterstützung sowie spektakuläre und langanhaltende Aktionen haben die Besetzung über die Landesgrenzen hinaus bekannt gemacht. 2008 haben die beteiligten Unternehmen ihre Vorhaben eingestellt, doch solange die Verhandlungen mit den politischen Gruppen in Toronto nicht zum Abschluss gekommen sind, soll die Blockade fortgesetzt werden.

## Verlauf
Als am 2. Dezember 2002 die beiden Schwestern Chrissy und Bonnie Swain, Angehörige der Grassy Narrows First Nation, eines im Nordwesten Ontarios ansässigen Indianerstamms, Bäume fällten, um damit einem Holzfällerunternehmen den Weg in ihr Reservat zu versperren, lösten sie damit eine seit sechs Jahren anhaltende offene Auseinandersetzung aus. Die sich anschließende Blockade durch rund tausend Angehörige des Stammes, der sich selbst Asubpeeschoseewagong First Nation nennt, richtete sich gegen unerwünschten Holzeinschlag durch Abitibi Consolidated in seinem rund 2.500 Quadratmeilen umfassenden traditionellen Gebiet. 
Obwohl seit 1873 ein Vertrag mit der damaligen Regierung besteht (vgl. Numbered Treaties, Nr. 3), gab die Provinzregierung immer wieder die Genehmigung, Bäume zu fällen. 2002 war bereits rund die Hälfte des Gebiets abgeholzt. Da die Kultur der Indianer stark von ihrer natürlichen Umgebung abhängt, kam dies einem kulturellen Völkermord gleich. Dies war das Motiv für Menschenrechtsgruppen, den Stamm zu unterstützen, dazu kamen Naturschützer. Amnesty International schaltete sich ein, Christian Peacemaker Teams, vor allem aber Menschen aus den Nachbarorten in Ontario. Das Rainforest Action Network (RAN) koordinierte die ökologischen Gruppen, erhöhte den Druck auf Papierhändler. Im Februar 2008 sagte das Holzunternehmen Boise Inc. zu, kein Holz mehr aus der Region aufzukaufen. Dazu hatte RAN das entsprechende Papier gekennzeichnet, um den Käufern eine Boykottmöglichkeit zu eröffnen. In der Folge fiel der Hauptkunde für Grassy-Narrows-Holz aus.
Abitibi versuchte gar nicht erst die Blockade, die dadurch verstärkt wurde, dass die Schule während des ganzen Sommers 2003 dorthin verlegt wurde, zu brechen. Das Unternehmen wich stattdessen zunächst auf abgelegenere Gebiete aus. Doch am 3. Juni 2008 verkündete AbitibiBowater, die größte Zeitungspapiergesellschaft der Welt, seine Holzeinschlaglizenzen, die bis 2024 gültig ist, nicht mehr zu beanspruchen.
Spätestens mit der Blockade des TransCanada Highway am 13. Juli 2006 war die längste Blockade der nordamerikanischen Geschichte auch in der Weltpresse. Schon früher hatte man, um den Weg in die Presse zu finden, zu spektakulärem Vorgehen gegriffen, indem sich eine Frau an einen LKW des größten Holzunternehmens der Welt, Weyerhaeuser, ankettete und dergleichen.
Wie alle First Nations, so war auch die Grassy Narrows First Nation den Versuchen der Zwangsassimilation der kanadischen Regierung bis in die 1970er Jahre ausgesetzt gewesen. Ihre Kinder wurden von den Familien getrennt und mussten sogenannte Residential Schools besuchen, in denen sie ihre Muttersprache bei schweren Strafen nicht mehr sprechen durften. Dafür hat sich der Premierminister Kanadas im Juni 2008 offiziell entschuldigt. Zudem litt der Stamm unter Quecksilbervergiftungen, welche die Reed Pulp Mill Company ausgelöst hatte, die Wildreisfelder der First Nation mit Abwässern überflutet hatte. Dazu kam, dass Friedhöfe und heilige Stätten Dammbauten zum Opfer fielen, und schließlich dem in Kanada nach wie vor üblichen Kahlschlagverfahren. 
Der Erfolg des Stammes dürfte auch anderen Stämmen in Kanada helfen, wie der Kitchenuhmaykoosib Inninuwug First Nation im Norden Ontarios, oder den Haida auf dem vor Westkanada liegenden Haida Gwaii. Doch dazu müsste vor allem Ontarios Mining Act fallen, ein Gesetz, das Explorationsfirmen erlaubt, praktisch jeden zu enteignen, der auf Bodenschätzen lebt.